# Alfred von Gutschmid
Hermann Alfred Freiherr von Gutschmid (Loschwitz, 1º luglio 1835 – Tubinga, 2 marzo 1887) è stato un orientalista e storico tedesco.

## Biografia
Si dedicò allo studio della lingua e della storia orientale nei periodi pre-greci e ellenistici e contribuì in gran parte alla letteratura di quell'epoca. Dopo aver tenuto delle cattedre a Kiel (1866), Königsberg (1873) e Jena (1876), fu finalmente nominato professore di storia a Tubinga, dove rimase fino alla sua morte.

## Opere
- Über die Fragmente des Pompeius Trogus (supplementare al volume Jahrbücher für classische Philologie, 1857).
- Die makedonische Anagraphe (1864).
- Beiträge zur Geschichte des alten Orients (Lipsia, 1858).
- Neue Beiträge zur Geschichte des alten Orients., vol. i., Die Assyriologie in Deutschland (Lipsia, 1876).
- Die Glaubwürdigkeit der armenischen Geschichte des Moses von Khoren (1877).
- Untersuchungen über die syrische Epitome des eusebischen Canones (1886).
- Untersuchungen über die Geschichte des Königreichs Osraëne (1887).
- Geschichte Irans und seiner Nachbarländer von Alexander dem Großen bis zum Untergang der Arsaciden; pubblicazione postumo da Theodor Nöldeke (1888).[1]

Scrisse sui Persiani e sui Fenici nella nona edizione dell'Encyclopædia Britannica. Una raccolta di opere minori intitolate Kleine Schriften furono pubblicati da Franz Rühl a Lipsia (1889-1894, 5 vol.).